# Andrew Bonar Law
Andrew Bonar Law (Kingston, 16 de setembro de 1858 — 30 de outubro de 1923) foi um político britânico, foi primeiro-ministro do Reino Unido pelo Partido Conservador. Foi, até hoje, o único primeiro-ministro britânico nascido fora da Grã-Bretanha.

## Biografia
Filho de um reverendo escocês, sua mãe morreu no parto de um de seus irmãos, em 1860. Foi criado por sua tia materna, Janet Kidston. Mais velho, voltou para a Escócia ancestral, onde educou-se melhor, já que a família de sua mãe era mais abastada que os Law. Com 12 anos, foi viver com seus primos em Glasgow, que o tiveram como um novo filho. Trabalhou junto a estes, no banco da família. Nos tempos da faculdade, tomou gosto pela oratória e pelo xadrez.
Em 1885, comprou uma parceria com a William Jacks & Co., uma empresa de Glasgow que fazia financiamento para o comércio de ferro. Em 1890, Bonar Law, já um homem estabelecido e bem sucedido, casaria-se com Annie Robley, com quem casou em Helensburgh, Dunbartonshire em 1891. Teriam quatro filhos e duas filhas. Elegeu-se pela primeira vez por Glasgow em 1900, pelo Partido Conservador.
Por suas qualidades na oratória e no comércio, em 1902, foi convidado a ser o Ministro do Comércio. Acabou por perder seu assento em 1906, mas logo foi eleito novamente, desta vez por Dulwich. Abalado pela morte da esposa, não se deixa abater em sua vida pública e torna-se, em 1911, líder dos Conservadores, com a renúncia de Arthur Balfour.
Durante a Primeira Guerra Mundial, causou grande embaraço a Bonar Law o fato de sua empresa ter vendido ferro para a Alemanha até 1914, para seu programa de armamamento.
Com a subida de Herbert Henry Asquith, Bonar Law torna-se Secretário de Estado para as Colônias e membro do Comitê de Guerra. No Gabinete seguinte, com David Lloyd George como premier, torna-se Chancellor of the Exchequer (Ministro das Finanças) e líder na Casa dos Comuns, sendo, de facto, o segundo na linha de comando do Ministério.
Apesar da saúde frágil, aceita ser o novo primeiro-ministro, logo após a saída de David Lloyd George, em 1922, onde ficaria até março de 1923, já com a saúde totalmente debilitada. Faleceria em outubro de 1923, vítima de câncer na garganta. Ele está enterrado na Abadia de Westminster.

## Primeiro-ministro
Tinha sido já convidado a formar um Gabinete, em 1915, mas recusou em nome de David Lloyd George. Agora, em 1922, já não teria mais como não formar um Gabinete, sendo líder dos Conservadores. Durante seu governo, teve grandes problemas com um novo grupo irlandês, o IRA. Lutou pela reconstrução da Inglaterra pós-guerra. Enfrentou grande oposição quando decidiu não usar a força na Turquia (a crise de Chanak). Dizia que a "Inglaterra não poderia ser a polícia do Mundo". Foi em seu mandato que o Partido Trabalhista realmente organizou-se como força de oposição, aproveitando-se da divisão que então ocorria entre os liberais. Passou para a história como "The Unknown Prime Minister"(o primeiro-ministro desconhecido).